# كأس التحدي الإسكتلندي 1995–96
كأس التحدي الإسكتلندي 1995–96 (بالإنجليزية: 1995–96 Scottish Challenge Cup)‏ هو موسم من كأس التحدي الإسكتلندي ‏. كان عدد الأندية المشاركة فيه 30، وفاز فيه نادي ستنهاوسموير.